# Persone di nome Franco/Calciatori
| Questa pagina contiene informazioni ricavate automaticamente dalle voci biografiche con l'ausilio del template Bio e di un bot. L'aggiornamento è periodico e automatico e ricostruisce completamente la pagina. Se manca una persona in questa lista, sei pregato di non aggiungerla, ma accertati piuttosto che la sua voce biografica contenga il template Bio e che i dati anagrafici siano correttamente compilati. Se il template Bio manca, inseriscilo tu stesso o, in alternativa, metti l'avviso {{tmp\|Bio}} che ne segnala la mancanza. Se i dati riportati sono sbagliati, correggi direttamente la voce biografica; le modifiche saranno visibili in questa lista entro pochi giorni. Per chiarimenti vedi il progetto antroponimi. La lista contiene solo le 184 persone che sono citate nell'enciclopedia e per le quali è stato implementato correttamente il template Bio. Pagina aggiornata al 22 lug 2025. |

Questa è una lista di persone presenti nell'enciclopedia che hanno il nome Franco e sono calciatori.

## A(6)
- Franco Acosta, calciatore uruguaiano (Montevideo, n. 1996 - Pando, † 2021)
- Franco Alfonso, calciatore argentino (Haedo, n. 2002)
- Maximiliano Amarfil, calciatore argentino (Cipolletti, n. 2001)
- Franco Andreoli, calciatore e allenatore di calcio svizzero (n. 1915 - † 2009)
- Franco Arizala, ex calciatore colombiano (Bogotà, n. 1986)
- Franco Armani, calciatore argentino (Casilda, n. 1986)

## B(8)
- Franco Baldassarra, calciatore argentino (Santos Lugares, n. 1998)
- Franco Baresi, ex calciatore italiano (Travagliato, n. 1960)
- Franco Bassetti, ex calciatore italiano (Romano di Lombardia, n. 1928)
- Franco Battisodo, ex calciatore italiano (Pesaro, n. 1948)
- Franco Baucè, ex calciatore italiano (Vercelli, n. 1930)
- Franco Bellocq, calciatore argentino (General Lavalle, n. 1993)
- Franco Bironi, calciatore italiano (Rivarolo, n. 1925 - Genova, † 1990)
- Franco Bonora, ex calciatore italiano (Caerano di San Marco, n. 1949)

## C(35)
- Franco Cabrera, calciatore uruguaiano (Santa Lucía, n. 2004)
- Franco Cabrera, calciatore cileno (Santiago del Cile, n. 1983)
- Franco Cacciatori, ex calciatore italiano (Carrara, n. 1940)
- Franco Calderón, calciatore argentino (Hermoso Campo, n. 1998)
- Franco Camargo, calciatore argentino (San Isidro, n. 2000)
- Franco Campidonico, ex calciatore italiano (Civitavecchia, n. 1950)
- Franco Campodonico, calciatore italiano
- Franco Canali, ex calciatore italiano (Desio, n. 1926)
- Franco Canever, calciatore argentino (Córdoba, n. 1989)
- Franco Caraccio, calciatore argentino (Chacabuco, n. 1987)
- Franco Carboni, calciatore argentino (Buenos Aires, n. 2003)
- Franco Cardani, calciatore italiano (Gallarate, n. 1925 - Cittiglio, † 2005)
- Franco Cardinali, calciatore italiano (Magione, n. 1921)
- Franco Carminati, calciatore e allenatore di calcio italiano (Sesto San Giovanni, n. 1931 - † 2013)
- Franco Carradori, calciatore e allenatore di calcio italiano (Roma, n. 1934 - Roma, † 2004)
- Franco Carrera, ex calciatore italiano (Torino, n. 1943)
- Franco Casuriaga, calciatore uruguaiano (Montevideo, n. 2005)
- Franco Catarozzi, calciatore uruguaiano (Montevideo, n. 2000)
- Franco Catto, ex calciatore italiano (Oderzo, n. 1947)
- Franco Cervi, calciatore argentino (San Lorenzo, n. 1994)
- Franco Chiavarini, ex calciatore argentino (Santa Fe, n. 1980)
- Franco Ciardi, calciatore italiano (Livorno, n. 1940 - Livorno, † 2015)
- Franco Civolani, calciatore italiano (Livorno, n. 1926 - Livorno, † 1995)
- Franco Colela, calciatore argentino (Remedios de Escalada, n. 1996)
- Franco Colomba, ex calciatore e allenatore di calcio italiano (Grosseto, n. 1955)
- Franco Colombo, calciatore italiano (Legnano, n. 1917)
- Franco Concesi, calciatore italiano (Piacenza, n. 1923 - † 1970)
- Franco Cordova, ex calciatore italiano (Forlì, n. 1944)
- Franco Coria, ex calciatore argentino (Los Toldos, n. 1988)
- Franco Costa, calciatore argentino (Luján, n. 1991)
- Franco Costanzo, ex calciatore argentino (Río Cuarto, n. 1980)
- Franco Cresci, ex calciatore italiano (Milano, n. 1945)
- Franco Cristaldo, calciatore argentino (Morón, n. 1996)
- Franco Cucinotta, ex calciatore italiano (Novara di Sicilia, n. 1952)
- Franco Cángele, ex calciatore argentino (Buenos Aires, n. 1984)

## D(8)
- Franco Danova, calciatore italiano (Milano, n. 1930 - Milano, † 2002)
- Franco De Cecco, calciatore italiano (Buja, n. 1942 - Udine, † 2018)
- Franco Deasti, ex calciatore italiano (Torino, n. 1941)
- Franco Di Santo, ex calciatore argentino (Mendoza, n. 1989)
- Franco Dinelli, calciatore e allenatore di calcio italiano (Pola, n. 1937 - La Spezia, † 2023)
- Franco Dori, calciatore italiano (Chirignago, n. 1943 - Venezia, † 1987)
- Franco Déboli, calciatore argentino (Santo Tomé, n. 2000)
- Franco Díaz, calciatore argentino (Burzaco, n. 2000)

## E(2)
- Franco Ermini, ex calciatore italiano (Figline Valdarno, n. 1961)
- Franco Escobar, calciatore argentino (Rosario, n. 1995)

## F(12)
- Franco Fagúndez, calciatore uruguaiano (Montevideo, n. 2000)
- Franco Falcetta, ex calciatore italiano (Osimo, n. 1956)
- Franco Fasciana, ex calciatore e allenatore di calcio venezuelano (Las Cocuizas, n. 1960)
- Franco Fasoli, calciatore italiano (Rivolta d'Adda, n. 1955 - Melegnano, † 2023)
- Franco Ferrari, calciatore argentino (Rosario, n. 1992)
- Franco Flores, calciatore argentino (Pergamino, n. 1993)
- Franco Fontana, ex calciatore italiano (Vercelli, n. 1938)
- Franco Fontanot, calciatore italiano (Ronchi dei Legionari, n. 1935 - Ronchi dei Legionari, † 2020)
- Franco Fragapane, calciatore argentino (Godoy Cruz, n. 1993)
- Franco Causio, ex calciatore e dirigente sportivo italiano (Lecce, n. 1949)
- Franco Frassoldati, calciatore italiano (Modena, n. 1946 - Buenos Aires, † 2022)
- Franco Frías, calciatore argentino (Granadero Baigorria, n. 2002)

## G(8)
- Franco Galletti, ex calciatore italiano (Reggello, n. 1943)
- Franco Ghiadoni, calciatore e allenatore di calcio italiano (Rivergaro, n. 1933 - Pisa, † 2019)
- Franco Gianese, calciatore italiano (Rosà, n. 1900)
- Franco Gianesello, ex calciatore italiano (Vicenza, n. 1938)
- Franco Giavara, calciatore e allenatore di calcio italiano (Mantova, n. 1933 - Mantova, † 1970)
- Franco Giraudo, ex calciatore e allenatore di calcio italiano (Gassino Torinese, n. 1928)
- Franco González, calciatore uruguaiano (Montevideo, n. 2004)
- Franco González, calciatore argentino (Villa Tulumaya, n. 1999)

## H(1)
- Franco Herrera, calciatore argentino (Bandera, n. 2003)

## I(3)
- Franco Ibarra, calciatore argentino (Tigre, n. 2001)
- Franco Ipsaro Passione, ex calciatore italiano (Naso, n. 1959)
- Franco Israel, calciatore uruguaiano (Nueva Helvecia, n. 2000)

## J(1)
- Franco Jara, calciatore argentino (Villa María, n. 1988)

## L(8)
- Franco Lalli, ex calciatore canadese (Toronto, n. 1985)
- Franco Lazzaroni, ex calciatore argentino (Sarmiento, n. 1988)
- Franco Lepore, calciatore italiano (Lecce, n. 1985)
- Franco Leys, calciatore argentino (San Lorenzo, n. 1993)
- Franco Lievore, calciatore italiano (Barzanò, n. 1949 - Barzanò, † 2003)
- Franco Loriga, ex calciatore italiano (Cagliari, n. 1936)
- Franco Luison, calciatore italiano (Piazzola sul Brenta, n. 1934 - Piazzola sul Brenta, † 2012)
- Franco López, calciatore uruguaiano (Paysandú, n. 1992)

## M(19)
- Franco Magri, calciatore italiano (Monza, n. 1923)
- Franco Mancini, calciatore e allenatore di calcio italiano (Città di Castello, n. 1948 - Città di Castello, † 2006)
- Franco Marchegiani, ex calciatore italiano (Città Sant'Angelo, n. 1965)
- Franco Marchi, calciatore italiano (Bologna, n. 1923 - Bologna, † 2009)
- Franco Marmiroli, calciatore italiano (Polesine, n. 1938 - Gonzaga, † 2025)
- Franco Martinelli, calciatore italiano (Villafranca di Verona, n. 1929 - Modena, † 2008)
- Franco Martínez, calciatore uruguaiano (Artigas, n. 1998)
- Franco Maselli, ex calciatore e allenatore di calcio italiano (Bazzano, n. 1932)
- Franco Mastantuono, calciatore argentino (Azul, n. 2007)
- Franco Mazurek, calciatore argentino (Puerto Rico, n. 1993)
- Franco Medina, calciatore peruviano (Lima, n. 1999)
- Franco Minerva, calciatore argentino (Buenos Aires, n. 2006)
- Franco Miranda, ex calciatore argentino (Comodoro Rivadavia, n. 1985)
- Franco Moretti, calciatore italiano (Terni, n. 1922)
- Franco Moretti, calciatore italiano (La Spezia, n. 1928 - Le Grazie, † 2013)
- Franco Mori, calciatore italiano (Cascina, n. 1929 - † 2017)
- Franco Moyano, calciatore argentino (Lobos, n. 1997)
- Franco Mussis, calciatore argentino (La Plata, n. 1992)
- Franco Muñoz, calciatore uruguaiano (Santa Lucía, n. 1999)

## N(6)
- Franco Nanni, ex calciatore italiano (Riccione, n. 1944)
- Franco Negri, calciatore argentino (San Martín, n. 1995)
- Franco Nicola, calciatore uruguaiano (Montevideo, n. 2002)
- Franco Nicolini, ex calciatore italiano (Sestri Levante, n. 1938)
- Franco Niell, ex calciatore argentino (Trelew, n. 1983)
- Franco Nodari, calciatore italiano (Vertova, n. 1939 - Vertova, † 2015)

## O(4)
- Franco Ogliari, ex calciatore italiano (Vaiano Cremasco, n. 1956)
- Franco Orozco, calciatore argentino (Buenos Aires, n. 2002)
- Franco Ortellado, calciatore argentino (Adrogué, n. 2001)
- Franco Ossola, calciatore italiano (Varese, n. 1921 - Superga, † 1949)

## P(14)
- Franco Pancheri, ex calciatore e allenatore di calcio italiano (Travagliato, n. 1958)
- Franco Panizza, calciatore e allenatore di calcio italiano (Marmirolo, n. 1948 - Mantova, † 2022)
- Franco Panza, ex calciatore italiano (Bomporto, n. 1942)
- Franco Pardo, calciatore argentino (Córdoba, n. 1997)
- Franco Paredes, calciatore argentino (San Justo, n. 1999)
- Franco Petermann, calciatore italiano (Arona, n. 1915 - Arona, † 1997)
- Franco Petroli, calciatore argentino (Avellaneda, n. 1998)
- Franco Pian, calciatore italiano (Gradisca d'Isonzo, n. 1922 - Milano, † 2019)
- Franco Pincelli, calciatore italiano (Albareto, n. 1914 - Mar Mediterraneo, al largo delle coste libiche, † 1942)
- Franco Pironi, calciatore italiano (Milano, n. 1898 - Milano, † 1986)
- Franco Pizzichillo, calciatore uruguaiano (Paysandú, n. 1996)
- Franco Ponzinibio, calciatore argentino (Buenos Aires, n. 1914 - Broni, † 2004)
- Franco Pérez, calciatore uruguaiano (Joaquín Suárez, n. 2001)
- Franco Pérez, calciatore argentino (Necochea, n. 1998)

## Q(2)
- Franco Quinteros, calciatore argentino (Rosario, n. 1998)
- Franco Quiroz, calciatore argentino (Concordia, n. 1998)

## R(16)
- Franco Radaelli, calciatore italiano (Novara, n. 1935 - Torino, † 2016)
- Franco Raimondi, calciatore italiano (Vanzago, n. 1928 - Vanzago, † 1958)
- Franco Rami, calciatore argentino (Córdoba, n. 2003)
- Franco Ramos Mingo, calciatore argentino (Córdoba, n. 1997)
- Franco Rampazzo, ex calciatore italiano (Padova, n. 1938)
- Franco Razzotti, ex calciatore argentino (Buenos Aires, n. 1985)
- Franco Rivara, ex calciatore italiano (Ronco Scrivia, n. 1938)
- Franco Romero, calciatore uruguaiano (Montevideo, n. 1995)
- Franco Romero, calciatore argentino (La Plata, n. 2000)
- Franco Rosa, calciatore e allenatore di calcio italiano (Garlasco, n. 1932 - Palestro, † 2022)
- Franco Rosati, ex calciatore italiano (San Benedetto del Tronto, n. 1943)
- Franco Rosi, calciatore, allenatore di calcio e dirigente sportivo italiano (Genzano di Roma, n. 1927 - † 2019)
- Franco Rossi, calciatore uruguaiano (Pando, n. 2002)
- Franco Rotella, calciatore italiano (Genova, n. 1966 - Genova, † 2009)
- Franco Russi, ex calciatore e allenatore di calcio italiano (Milano, n. 1932)
- Franco Russo, calciatore argentino (Buenos Aires, n. 1994)

## S(13)
- Franco Sala, ex calciatore italiano (Arcore, n. 1932)
- Franco Sattolo, calciatore e allenatore di calcio italiano (Fiume, n. 1936 - Trieste, † 2023)
- Franco Sbuttoni, calciatore argentino (Villa Constitución, n. 1989)
- Franco Scaramelli, calciatore italiano (Modena, n. 1911 - Modena, † 1995)
- Franco Scarioni, calciatore, arbitro di calcio e dirigente sportivo italiano (Milano, n. 1884 - Castelgomberto, † 1918)
- Franco Segovia, calciatore cileno (Santiago, n. 1988)
- Franco Selvaggi, ex calciatore e allenatore di calcio italiano (Pomarico, n. 1953)
- Franco Signorelli, calciatore venezuelano (Mérida, n. 1991)
- Franco Sivetti, calciatore argentino (General Madariaga, n. 1998)
- Franco Soldano, calciatore argentino (Córdoba, n. 1994)
- Franco Sosa, calciatore argentino (n. 1999)
- Franco Stefanini, ex calciatore italiano (Cascina, n. 1936)
- Franco Superchi, ex calciatore italiano (Allumiere, n. 1944)

## T(6)
- Franco Tacelli, calciatore italiano (Terracina, n. 1944 - Legnano, † 2019)
- Nicolás Tolosa, calciatore argentino (Venado Tuerto, n. 2001)
- Franco Tongya, calciatore italiano (Torino, n. 2002)
- Franco Torgnascioli, calciatore uruguaiano (Salto, n. 1990)
- Franco Torres, calciatore argentino (San Luis del Palmar, n. 1999)
- Franco Troyansky, calciatore argentino (Algarrobo, n. 1997)

## V(8)
- Franco Vannini, ex calciatore e allenatore di calcio italiano (San Giovanni Valdarno, n. 1947)
- Franco Vanzini, calciatore e allenatore di calcio italiano (Boara, n. 1941 - Ferrara, † 2019)
- Franco Varisco, calciatore e arbitro di calcio italiano (Milano, n. 1887 - Sanremo, † 1970)
- Franco Vázquez, calciatore argentino (Tanti, n. 1989)
- Franco Vega, calciatore argentino (Neuquén, n. 2001)
- Franco Ventura, calciatore italiano (Seregno, n. 1920 - Seregno, † 1990)
- Franco Vittoni, ex calciatore italiano (Calcio, n. 1933)
- Franco Viviani, calciatore e allenatore di calcio italiano (Pisa, n. 1930 - Genova, † 2007)

## W(1)
- Franco Watson, calciatore argentino (Córdoba, n. 2002)

## Z(3)
- Franco Zaglio, ex calciatore italiano (Cremona, n. 1936)
- Franco Zanelatto, calciatore peruviano (Asunción, n. 2000)
- Franco Zapiola, calciatore argentino (Magdalena, n. 2001)